# 拉努喬一世·法爾內塞
拉努喬一世·法爾內塞（義大利語：Ranuccio I Farnese，1569年3月28日—1622年3月5日），帕爾馬公爵，1592年至1622年在位。
葡萄牙国王恩里克一世死时，还是帕尔马公爵长孙的拉努乔作为玛丽亚公主之子，为葡萄牙的王位继承人。但他的父亲亚利桑德罗忠于另一位葡萄牙王位竞争者西班牙国王费利佩二世，拉努乔的继承权于是得不到主张，甚至不如自己的姨母卡塔丽娜公主。费利佩二世最终继承葡萄牙王位。

## 家庭
1600年，拉努喬一世與瑪格麗塔·奧多布蘭迪尼結婚，兩人共有2子2女：
1. 奧多阿爾多（1612年—1646年），帕爾馬公爵
2. 瑪麗亞（1615年—1646年），摩德納公爵夫人
3. 維多利亞（英语：Vittoria Farnese）（1618年—1649年），摩德納公爵夫人
4. 法蘭西斯科（英语：Francesco Maria Farnese）（1619年—1647年），天主教樞機